# Don McLean
Donald McLean III (New Rochelle, 2 de outubro de 1945) é um cantor, compositor e violonista estadunidense. Chamado por fãs de "Trovador Americano" ou "Rei da Trilha", é mais conhecido pela canção "American Pie", um "marco cultural" do folk rock com oito minutos e meio sobre a perda de inocência da primeira geração do rock and roll.
Em 2004, McLean entrou para o Songwriters Hall of Fame. Em janeiro de 2018, a BMI certificou que "American Pie" havia passado de cinco milhões de airplays e "Vincent" de três milhões.

## Discografia
- Tapestry (1970)
- American Pie (1971)
- Don McLean (1972)
- Playin' Favorites (1973)
- Homeless Brother (1974)
- Solo (1976) (LIVE)
- Prime Time (1977)
- Chain Lightning (1978)
- Believers (1981)
- Dominion (1982) (LIVE)
- For The Memories I & II (1986-7)
- Love Tracks (1987)
- And I Love You So (1989) (UK release)
- Headroom (1990)
- Favourites and Rarities (1993)
- River of Love (1995)
- Don McLean Sings Marty Robbins (2001)
- Starry Starry Night (2001) {Live}
- You've Got To Share (2003) ("The Kid's Album")
- The Western Album (2003)
- Christmastime! (2004)
- Rearview Mirror (2005)
- Addicted to Black (2009)
- Botanical Gardens (2018)